# Pliješ
Pliješ (en serbe cyrillique : Плијеш) est un village du nord du Monténégro, dans la municipalité de Pljevlja.

## Démographie

### Évolution historique de la population
| 1948 | 1953 | 1961 | 1971 | 1981 | 1991 | 2003 |
| ---- | ---- | ---- | ---- | ---- | ---- | ---- |
| 69   | 147  | 142  | 98   | 66   | 39   | 32   |